# Natation aux Jeux du Commonwealth de 1990
Navigation
Édition 1986 Édition 1994
Les Jeux du Commonwealth de 1990, la 14e édition, se sont déroulés du 24 janvier au 3 février 1990 à Auckland, en Nouvelle-Zélande, pays hôte de ces Jeux pour la 3e fois, après Auckland, une 1re fois en 1950 et Christchurch en 1974.
Les sports nautiques, regroupant la natation, le plongeon et la natation synchronisée, sont l'un des dix sports figurant au programme de ces Jeux. 
Trente-deux épreuves de natation y sont organisées, à parité entre les femmes et les hommes et quatre pays se partagent les podiums.  
L'Australie se classe au premier rang du tableau des médailles; elle en remporte un peu plus de la moitié, dont vingt-et-une en or sur les trente-deux en jeu et devançant très nettement le Canada et la Nouvelle-Zélande, avec, respectivement, huit et deux titres conquis et un total de vingt-trois et six médailles.
L'Angleterre, avec treize médailles (une d'or, quatre d'argent et huit de bronze)  complète le tableau des pays médaillés. 

## Tableau des médailles
- Nation organisatrice

| Rang | Nation           | Or | Argent | Bronze | Total |
| ---- | ---------------- | -- | ------ | ------ | ----- |
| 1    | Australie        | 21 | 20     | 13     | 54    |
| 2    | Canada           | 8  | 7      | 8      | 23    |
| 3    | Nouvelle-Zélande | 2  | 1      | 3      | 6     |
| 4    | Angleterre       | 1  | 4      | 8      | 13    |
|      | Total            | 32 | 32     | 32     | 96    |

## Podiums

### Hommes
| Épreuves           | Or                                                             | Or             | Argent                                                                    | Argent         | Bronze                                                                 | Bronze         |
| ------------------ | -------------------------------------------------------------- | -------------- | ------------------------------------------------------------------------- | -------------- | ---------------------------------------------------------------------- | -------------- |
| Nage libre         |                                                                |                |                                                                           |                |                                                                        |                |
| 50 m               | Andrew Baildon                                                 | 22 s 76        | Angus Waddell                                                             | 23 s 03        | Mark Foster                                                            | 23 s 16        |
| 100 m              | Andrew Baildon                                                 | 49 s 80        | Chris Fydler                                                              | 50 s 49        | Mike Fibbens                                                           | 50 s 76        |
| 200 m              | Martin Roberts                                                 | 1 min 49 s 58  | Ian Brown                                                                 | 1 min 49 s 60  | Tom Stachewicz                                                         | 1 min 49 s 98  |
| 400 m              | Ian Brown                                                      | 3 min 49 s 91  | Glen Housman                                                              | 3 min 53 s 90  | Chris Bowie                                                            | 3 min 54 s 04  |
| 1 500 m            | Glen Housman                                                   | 14 min 55 s 25 | Kieren Perkins                                                            | 14 min 58 s 08 | Mike McKenzie                                                          | 15 min 09 s 25 |
| Dos                |                                                                |                |                                                                           |                |                                                                        |                |
| 100 m              | Mark Tewksbury                                                 | 56 s 07        | Gary Anderson                                                             | 56 s 84        | Paul Kingsman                                                          | 57 s 07        |
| 200 m              | Gary Anderson                                                  | 2 min 01 s 69  | Paul Kingsman                                                             | 2 min 01 s 86  | Kevin Draxinger                                                        | 2 min 02 s 02  |
| Brasse             |                                                                |                |                                                                           |                |                                                                        |                |
| 100 m              | Adrian Moorhouse                                               | 1 min 01 s 49  | James Parrack                                                             | 1 min 03 s 15  | Nick Gillingham                                                        | 1 min 03 s 16  |
| 200 m              | John Cleveland                                                 | 2 min 14 s 96  | Rodney Lawson                                                             | 2 min 15 s 68  | Nick Gillingham                                                        | 2 min 16 s 02  |
| Papillon           |                                                                |                |                                                                           |                |                                                                        |                |
| 100 m              | Andrew Baildon                                                 | 54 s 42        | Marcel Gery                                                               | 54 s 42        | Jason Cooper                                                           | 54 s 47        |
| 200 m              | Anthony Mosse                                                  | 1 min 57 s 33  | Martin Roberts                                                            | 1 min 59 s 95  | Jon Kelly                                                              | 2 min 00 s 37  |
| 4 nages            |                                                                |                |                                                                           |                |                                                                        |                |
| 200 m              | Gary Anderson                                                  | 2 min 02 s 94  | Robert Bruce                                                              | 2 min 03 s 78  | Martin Roberts                                                         | 2 min 04 s 03  |
| 400 m              | Robert Bruce                                                   | 4 min 20 s 26  | Robert Woodhouse                                                          | 4 min 21 s 79  | Jon Kelly                                                              | 4 min 23 s 96  |
| Relais             |                                                                |                |                                                                           |                |                                                                        |                |
| 4x100 m nage libre | Australie                                                      | 3 min 20 s 05  | Angleterre                                                                | 3 min 22 s 61  | Canada                                                                 | 3 min 22 s 79  |
| 4x200 m nage libre | Australie Gary Lord Ian Brown Martin Roberts Thomas Stachewicz | 7 min 21 s 17  | Canada Eddie Parenti Gary Vandermeulen Jon Kelly Turlough O'Hare          | 7 min 25 s 53  | Nouvelle-Zélande Anthony Mosse John Steel Richard Tapper Ross Anderson | 7 min 30 s 10  |
| 4x100 m 4 nages    | Canada Jon Cleveland Marcel Gery Mark Tewksbury Tom Ponting    | 3 min 42 s 45  | Angleterre Adrian Moorhouse Austyn Shortman Gary Binfield Michael Fibbens | 3 min 43 s 88  | Australie Andrew Baildon Chris Fydler Phil Rogers Thomas Stachewicz    | 3 min 43 s 91  |

### Femmes
| Épreuves           | Or                                                                           | Or            | Argent                                                                             | Argent        | Bronze                                                                          | Bronze        |
| ------------------ | ---------------------------------------------------------------------------- | ------------- | ---------------------------------------------------------------------------------- | ------------- | ------------------------------------------------------------------------------- | ------------- |
| Nage libre         |                                                                              |               |                                                                                    |               |                                                                                 |               |
| 50 m               | Lisa Curry-Kenny                                                             | 25 s 80       | Karen van Wirdum                                                                   | 26 s 00       | Andrea Nugent                                                                   | 26 s 26       |
| 100 m              | Karen van Wirdum                                                             | 56 s 48       | Lisa Curry-Kenny                                                                   | 56 s 61       | Patricia Noall                                                                  | 56 s 67       |
| 200 m              | Hayley Lewis                                                                 | 2 min 00 s 79 | Jennifer McMahon                                                                   | 2 min 02 s 43 | Patricia Noall                                                                  | 2 min 02 s 66 |
| 400 m              | Hayley Lewis                                                                 | 4 min 08 s 89 | Julie McDonald                                                                     | 4 min 09 s 72 | Janelle Elford                                                                  | 4 min 10 s 74 |
| 800 m              | Julie McDonald                                                               | 8 min 30 s 27 | Janelle Elford                                                                     | 8 min 30 s 47 | Sheridan Burge-Lopez                                                            | 8 min 36 s 78 |
| Dos                |                                                                              |               |                                                                                    |               |                                                                                 |               |
| 100 m              | Nicole Livingstone                                                           | 1 min 02 s 46 | Anna Simcic                                                                        | 1 min 02 s 55 | Johanna Griggs                                                                  | 1 min 03 s 69 |
| 200 m              | Anna Simcic                                                                  | 2 min 12 s 32 | Nicole Livingstone                                                                 | 2 min 12 s 62 | Karen Lord                                                                      | 2 min 14 s 53 |
| Brasse             |                                                                              |               |                                                                                    |               |                                                                                 |               |
| 100 m              | Keltie Duggan                                                                | 1 min 10 s 74 | Guylaine Cloutier                                                                  | 1 min 11 s 22 | Susannah Brownsdon                                                              | 1 min 11 s 54 |
| 200 m              | Nathalie Giguère                                                             | 2 min 32 s 16 | Guylaine Cloutier                                                                  | 2 min 32 s 91 | Helen Morris                                                                    | 2 min 33 s 57 |
| Papillon           |                                                                              |               |                                                                                    |               |                                                                                 |               |
| 100 m              | Lisa Curry-Kenny                                                             | 1 min 00 s 66 | Susie O'Neill                                                                      | 1 min 01 s 03 | Madeleine Scarborough                                                           | 1 min 01 s 33 |
| 200 m              | Hayley Lewis                                                                 | 2 min 11 s 15 | Helen Morris                                                                       | 2 min 11 s 76 | Nicole Redford                                                                  | 2 min 13 s 53 |
| 4 nages            |                                                                              |               |                                                                                    |               |                                                                                 |               |
| 200 m              | Nancy Sweetnam                                                               | 2 min 15 s 61 | Jodie Clatworthy                                                                   | 2 min 17 s 10 | Hayley Lewis                                                                    | 2 min 17 s 13 |
| 400 m              | Hayley Lewis                                                                 | 4 min 42 s 65 | Jodie Clatworthy                                                                   | 4 min 45 s 76 | Donna Procter                                                                   | 4 min 47 s 38 |
| Relais             |                                                                              |               |                                                                                    |               |                                                                                 |               |
| 4x100 m nage libre | Australie Angela Mullens Karen van Wirdum Lisa Curry-Kenny Susie O'Neill     | 3 min 46 s 85 | Canada Allison Higson Erin Murphy Kimberley Paton Patricia Noall                   | 3 min 48 s 69 | Angleterre June Croft Karen Pickering Sharron Davies Zara Long                  | 3 min 51 s 26 |
| 4x200 m nage libre | Australie Hayley Lewis Janelle Elford Jennifer McMahon Julie McDonald        | 8 min 08 s 95 | Angleterre Joanna Coull Judy Lancaster June Croft Sharron Davies                   | 8 min 16 s 31 | Nouvelle-Zélande Linda Robinson Michelle Burke Phillippa Langrell Sharon Hanley | 8 min 22 s 60 |
| 4x100 m 4 nages    | Australie Karen van Wirdum Lara Hooiveld Lisa Curry-Kenny Nicole Livingstone | 4 min 10 s 87 | Angleterre Joanne Deakins Karen Pickering Madeleine Scarborough Susannah Brownsdon | 4 min 11 s 88 | Canada Keltie Duggan Lori Melien Nancy Sweetnam Patricia Noall                  | 4 min 12 s 20 |